# Communauté de communes du Canton de Semur-en-Brionnais
La communauté de communes du canton de Semur-en-Brionnais est une communauté de communes française, située dans le département de Saône-et-Loire et la région Bourgogne-Franche-Comté.

## Géographie
Ce territoire  possède un relief contrasté composé de quatre entités topographiques :
- La vallée de l’Arconce au Nord s’étend sur les communes de Saint-Didier-en-Brionnais, Varenne l’Arconce et sur la partie Nord des communes Sarry, Briant et Oyé.
- La vallée de la Loire, au sud-ouest du territoire, marque la topographie de la commune d’Iguerande.
- La vallée du Bézo, au sud-est du territoire, s’étend sur la commune de Saint-Bonnet-de-Cray. Ses affluents drainent une partie des communes de Ligny-en-Brionnais et Saint-Julien-de-Jonzy.
- Le secteur de crête, qui s’étend sur le centre et dans une moindre mesure sur une partie du sud du territoire, concerne principalement les communes de Sainte-Foy, Saint-Julien-de-Jonzy et Saint-Christophe-en-Brionnais. contrastée du territoire intercommunal induit un paysage vallonné et de grande qualité

## Historique
La Communauté de communes regroupe 14 communes.
En 2016, avec la mise en place du nouveau schéma départemental de coopération intercommunale, la communauté de communes est appelée à fusionner avec la communauté de communes de Marcigny. En effet, ces deux communautés de communes sont les plus petites du département, autant au niveau du nombre de communes qu’au niveau de la population. La fusion, originellement prévue pour le 1er janvier 2019, a ensuite été repoussée à 2021, mais n’a finalement jamais eu lieu.

## Composition
La communauté de communes est composée des 14 communes suivantes :

| Nom                                   | Code Insee | Gentilé     | Superficie (km2) | Population (dernière pop. légale) | Densité (hab./km2) |
| ------------------------------------- | ---------- | ----------- | ---------------- | --------------------------------- | ------------------ |
| Saint-Christophe-en-Brionnais (siège) | 71399      |             | 15,07            | 513 (2022)                        | 34                 |
| Briant                                | 71060      |             | 13,31            | 230 (2022)                        | 17                 |
| Fleury-la-Montagne                    | 71200      | Fleurandins | 8,75             | 722 (2022)                        | 83                 |
| Iguerande                             | 71238      | Iguerandais | 21,43            | 1 001 (2022)                      | 47                 |
| Ligny-en-Brionnais                    | 71259      | Lignerots   | 15,94            | 379 (2022)                        | 24                 |
| Mailly                                | 71271      | Maillerots  | 5,47             | 147 (2022)                        | 27                 |
| Oyé                                   | 71337      | Oyéens      | 18,38            | 290 (2022)                        | 16                 |
| Saint-Bonnet-de-Cray                  | 71393      |             | 22,41            | 508 (2022)                        | 23                 |
| Saint-Didier-en-Brionnais             | 71406      |             | 11,34            | 122 (2022)                        | 11                 |
| Saint-Julien-de-Jonzy                 | 71434      | Juliénnois  | 22,66            | 337 (2022)                        | 15                 |
| Sainte-Foy                            | 71415      |             | 8,3              | 143 (2022)                        | 17                 |
| Sarry                                 | 71500      |             | 9,67             | 95 (2022)                         | 9,8                |
| Semur-en-Brionnais                    | 71510      | Semurois    | 15,56            | 608 (2022)                        | 39                 |
| Varenne-l'Arconce                     | 71554      | Varennois   | 8,3              | 111 (2022)                        | 13                 |

## Population
De 2011 à 2016 la population de la Communauté de communes a augmenté de 2,3 %, passant de 5 079 habitants à 5 196. L'évolution est marquée par la diminution des classes d'âge de 0 à 44 ans et une augmentation au delà :
| tranches d'âge | 2016  | %    | 2011  | %    |
| -------------- | ----- | ---- | ----- | ---- |
| Ensemble       | 5 196 | 100  | 5 079 | 100  |
| De 0 à 14 ans  | 880   | 16,9 | 910   | 17,9 |
| de 15 à 29 ans | 544   | 10,5 | 560   | 11,0 |
| de 30 à 44 ans | 793   | 15,3 | 895   | 17,6 |
| de 45 à 59 ans | 1 142 | 22,0 | 1 104 | 21,7 |
| de 60 à 74 ans | 1 189 | 22,9 | 982   | 19,3 |
| 75 ans et +    | 648   | 12,5 | 628   | 12,4 |

## Compétences
Les compétences exercées par la communauté de communes sont :
Environnement et cadre de vie : l'assainissement collectif, la collecte des déchets des ménages et déchets assimilés, le traitement des déchets des ménages et déchets assimilés,
Sanitaires et social : l'action sociale,
Développement et aménagement économique: la création, l'aménagement, l'entretien et la gestion de zone d'activités industrielle, commerciale, tertiaire, artisanale ou touristique l'action de développement économique (soutien des activités industrielles, commerciales ou de l'emploi, soutien des activités agricoles et forestières...),
Développement et aménagement social et culturel :la construction ou l'aménagement, l'entretien, la gestion d'équipements ou d'établissements sportifs,
Aménagement de l'espace : schéma de cohérence territoriale (SCOT), schéma de secteur, plans locaux d'urbanisme,
Développement touristique : le tourisme,
Logement et habitat : le programme local de l'habitat, la politique du logement social,
Nouvelles technologies d'information et de communication : Internet, câble...
Réalisation d'aire d'accueil ou de terrains de passage des gens du voyage.

## Administration

### Elus communautaires
Lors du conseil du 15 juillet 2020 ont été élus :
- David Cordeiro, Président
- Georges Mathieu,1er Vice-présient, président de la Commission du "Environnement et Développement Durable
- Maryse Popelin, 2ème Vice-présidente, présidente de la commission "Affaires Sociales"
- Pierre Auvolat, 3ème Vice-président, président de la commission "Agriculture"
- François Antarieu, 4ème Vice-président, président de la commission "Communications/Liens avec les collectivités"
- François de Belizal, 5ème Vice-président, président de la commission "Tourisme et Culture"

Equipe 2014-2020 : Président André Mamessier ; Jean-François Péguet, 1er vice-président (Commission du "Marché de St Christophe/marché au Cadran)  Isabelle Lagoutte, 2e vice-présidente, (commission "Tourisme et Culture"), Daniel Vincent, 3e vice-président (commission "Environnement et Développement Durable),  François Baciak, 4e vice-président (commission "Action Sociale"),  Pierre Duriau, 5e vice-président (commission "Agriculture"), David Cordeiro 6e vice-président (commission "Développement Economique et Communication").

### Siège
Le siège de la communauté se situe Rue des Ebaulais à Saint-Christophe-en-Brionnais.

### Syndicats de rivières
La communauté adhère à deux syndicats de rivières :
- Le Syndicat Mixte d’Aménagement de l’Arconce et ses Affluents (SMAAA) a été créé en septembre 2008.
- Le SYMISOA, Syndicat Mixte des rivières du Sornin et de ses Affluents, a été créé en janvier 2008.

### Marché au cadrande Saint-Chritophe-en-Brionnais
Le marché est géré par la  SAEM (Société Anonyme d'Économie Mixte) composée d'un conseil d'administration regroupant les actionnaires: Communauté de Communes représentée par les 14 maires du canton de Semur en Brionnais, la Chambre d'Agriculture de Saône et Loire, la Chambre de Commerce et d'Industrie de Saône et Loire et d'autres personnes de droit privé.

## Budget
Le compte administratif 2016 donne l'exécution des budgets, qui comprennent le budget principal et 5 budgets annexes  :
Le budget principal : dépenses de fonctionnement : 850 617,87 €, recettes de fonctionnement : 1 088 516,21 €,  dépenses d’investissement : 84 470,54 €, recettes d’investissement : 189 182,51 €. 
Le budget des ordures ménagères :  dépenses de fonctionnement : 467 668,75 € recettes de fonctionnement : 535 809,11 €,  dépenses d’investissement : 23 769,60 € recettes d’investissement : 60 901,92 €
Le budget du SPIC : dépenses de fonctionnement : 225 448,60 €, recettes de fonctionnement : 280 797,35 €, dépenses d’investissement : 165 536,69 € recettes d’investissement : 110 754,85 €
Le budget du marché aux bestiaux :dépenses de fonctionnement : 167 063,24 € recettes de fonctionnement : 198 151,11 €, dépenses d’investissement : 136 032,24 €, recettes d’investissement : 109 023,26 €.
Le budget de l'action sociale : dépenses de fonctionnement : 115 959,65 €, recettes de fonctionnement : 119 437,28 €, dépenses d’investissement : 14 206,39 €, recettes d’investissement : 14 206,39 €
Budget des maisons d'accueil  : dépenses de fonctionnement : 48 780,64 €,  recettes de fonctionnement : 54 672,53 €, dépenses d’investissement : 20 748,19 €, recettes d’investissement : 72 856,08 €

## Sources
- Le SPLAF (Site sur la Population et les Limites Administratives de la France)
- La base ASPIC